# Myxobolus macropodusi
Myxobolus macropodusi is een microscopische parasiet uit de familie Myxobolidae. Myxobolus macropodusi werd in 1998 beschreven door Chen, in Chen & Ma. 